# Turley Richards
Turley Richards, de son vrai nom Richard Turley, est un chanteur et guitariste américain né le 12 juin 1941 à Charleston, Virginie-Occidentale. Il est principalement connu pour sa chanson You Might Need Somebody popularisée par Randy Crawford en 1981 et Shola Ama en 1997.

## Biographie
Richard Turley est né à Charleston, en Virginie-Occidentale, le
12 juin 1941. Il est devenu aveugle durant son enfance après avoir successivement perdu la vue de l'œil gauche atteint par une flèche puis de l'œil droit par la maladie.
Il enregistre son premier disque à l'âge de 18 ans pour un label de Cincinnati, Fraternity Records (en), puis un second l'année suivante, dans un style rockabilly et sous son véritable patronyme de Richard Turley. Il publie ensuite plusieurs simples et un album sous différents labels, dans un registre « blue-eyed soul », sous le nom d'artiste de Turley Richards. En 1967, il intègre brièvement le groupe des Kingsmen. En 1970, son nouveau contrat avec Warner Bros Records lui permet de placer deux titres dans le Top 100, I Heard the Voice of Jesus, un gospel, et Love Minus Zero/No Limit, une reprise de Bob Dylan.
En 1979 paraît son excellent album Therfu produit par Mick Fleetwood, dont est extrait le simple You Might Need Somebody qui se classe à nouveau dans les charts. Cette chanson sera reprise par plusieurs artistes, dont Randy Crawford en 1981, Joe Walsh en 1991, puis popularisée par Shola Ama en 1997.

## Discographie

### Singles
- 1959 : All About Ann / Making' Love with My Baby (Fraternity Records)
- 1959 : I Wanna Dance / Since I Met You (Fraternity Records)
- 1964 : Since You Been Gone / What’s Your Name (MGM Records)
- 1965 : I Need To Fall In Love (20th Century Fox)
- 1966 : Crazy Arms / I Just Can't Take It Any Longer (Columbia)
- 1966 : I Feel Alright /I Can't Get Back Home To My Baby (Columbia)
- 1970 : Love Minus Zero/No Limit (Warner Bros.)
- 1970 : I Heard the Voice of Jesus (Warner Bros.)
- 1970 : Child of Mine (Warner Bros.)
- 1971 : My World Is Empty Without You / It's All Over Now, Baby Blue (Warner Bros)
- 1978 : Under The Boardwalk (Epic)
- 1980 : You Might Need Somebody (Atlantic)
- 1984 : Skin Fever (Vitag Records)

### Albums
- 1965 : The Many Souls Of Turley Richards (20th Century Fox)
- 1970 : Turley Richards (Warner Bros.)
- 1971 : Expressions (Warner Bros.)
- 1976 : West Virginia Superstar (Epic)
- 1980 : Therfu (Atlantic)
- 2007 : A Matter Of Faith (Kiongazi Music)
- 2007 : Back to My Roots (Kiongazi Music)
- 2008 : Blindsighted (Kiongazi Music)